# ヨハン・クリストフ・バッハ

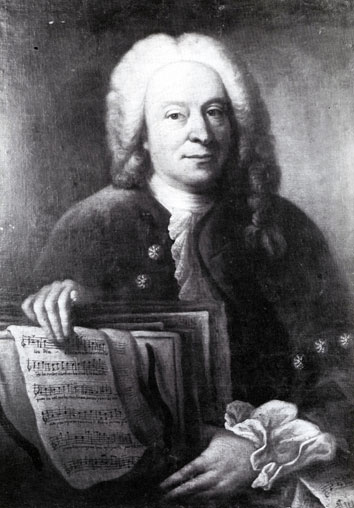
ヨハン・クリストフ・バッハ

ヨハン・クリストフ・バッハ (Johann Christoph Bach, 1642年12月6日 - 1703年3月31日) はドイツ・バロック音楽の作曲家・オルガニスト。音楽一族バッハ家出身で、著名な音楽家ヨハン・ゼバスティアン・バッハ（大バッハ）の従兄弟違い・従伯父（彼の父と大バッハの祖父が兄弟）。同じバッハ家に同姓同名の人物が複数いる。

## 概要
アルンシュタットで、ハインリヒ・バッハ (1615-1692) の息子として生まれる。父のハインリヒはJ.S.バッハの祖父クリストフ (1613-1661) の弟で、またヨハン・クリストフはJ.S.バッハの先妻マリア・バルバラの祖父にあたる。1665年以降は、アイゼナハの聖ゲオルク教会のオルガニストを務めた。
ヨハン・クリストフは当時作曲家として高い名声を得ており、J.S.バッハ以前の世代ではバッハ一族の中で最も高い評価を受けていた人物であった。J.S.バッハもヨハン・クリストフの作品を高く評価し、意欲的に研究した。J.S.バッハ作曲とされるいくつかの作品には、おそらくヨハン・クリストフの真作が混じっている。オルガン曲や合唱曲を幅広く作曲した。
音楽家としては成功していたが、気難しい性格だったために、アイゼナハの市参事会と度々揉めていたようで、その当時の記録も現在まで残っている。また、ヨハン・クリストフはたびたび経済的に困窮し、そのためJ.S.バッハの両親が死去した際、J.S.バッハの扶養者には選ばれないという結果になった。多くの負債を抱えたまま、アイゼナハで死去した。